# 農業農村工学
農業農村工学（のうぎょうのうそんこうがく）は農地およびかんがい排水のための農業水利施設（農業用施設）や農村の生活環境の整備に関する技術開発を対象とする学問である。

## 概要
農業農村工学は、農業の生産性向上と農村の生活環境の整備、農業農村にかかわる中小都市も含めた地域全体の持続的発展を図るため、循環を基調とした社会を構築し、水・土などの地域資源を人と自然の調和、環境への配慮を重視して合理的に管理することを目指す農学・農業工学の一分野。農業土木学と同義であるが、近年は農業農村工学と呼ばれることが多い。

## 研究対象と分野
農業農村工学は、農業土木学と呼ばれることもあることから土木工学と同様の基礎を用いるとともに、農村計画学や経済学のような人文社会科学や栽培学や生態学など生物学関連の知見を活用する応用科学である。また、本学問を扱う農業農村工学会の会員（2022年12月現在 約10,600名）のうち、9割は行政や民間企業の技術者であり極めて実践的な学問である。農業農村工学で扱われる分野は次のように分類できる（以下の分類は「改訂七版 農業農村工学ハンドブック」を参考にした）。
農業水利施設に関する分野
- ダム、ため池
- 頭首工、取水工、堰
- 地下ダム、地下水工
- ポンプ場
- 農業用水路、農業排水路
- 水管理施設
- ストックマネジメント
- 管理組織（水利組合、土地改良区）

農地に関する分野
- 圃場整備
- 農用地造成、干拓、埋立て
- 農地保全、防災

水に関する分野
- 農業水利学
- 水資源管理
- 水理学
- 水文学、水質水文学
- 地下水学
- 農業気象学、気象学

土に関する分野
- 土壌物理学、土壌学
- 土質力学、地盤工学

土木材料・構造力学分野
- 構造力学
- コンクリート工学
- 材料力学

農村振興に関する分野
- 農村計画
- 農道整備
- 公共経済学
- 農村社会・文化

地域環境・再生可能エネルギーに関する分野
- 農業集落排水施設
- 農村生活環境施設
- 農村自然環境保全
- 農村景観
- 地域エネルギー施設、小水力発電、営農型太陽光発電施設

その他
- 数理計画
- 情報科学
- 測量、地理情報（GIS）
- 国際協力

## 海外における農業農村工学
農業農村工学に関する国際会議としては国際かんがい排水委員会（International Commission on Irrigation and Drainage：ICID）や国際水田・水環境工学会（International Society of Paddy and Water Environment Engineering: PAWEES）が存在している。PAWEESについては、日本・台湾・韓国が中核となりアジアモンスーン地域の関連学会（日本の場合、農業農村工学会）の連携のもとに設立された。一方、米国農業生物工学会（American Society of Agricultural and Biological Engineers: ASABE）や国際農業生物工学会（International Commission of Agricultural and Biosystems Engineering: CIGR）においては、モンスーンアジアにおいて農業農村工学が所掌する領域は農業工学の複数ある研究領域のひとつにすぎない。

## 行政との関係
国営の農業農村整備事業（土地改良事業）は基本的に農林水産省農村振興局が所管するが、北海道内の事業については国土交通省北海道局および北海道開発局が、沖縄県内の事業に関しては内閣府沖縄総合事務局が所管している。また、農業用水の開発事業について、上水道や水力発電など多目的ダムを含む開発事業は独立行政法人水資源機構の所管となる。そのため、農業農村工学を修めた学生が国の関連事業に携わる場合、上記が就職先となる。

## 資格
技術士 (農業部門)には、専門科目として、農業土木、農村地域計画、農村環境などがある。